# Bourmont
Bourmont era una comuna francesa que estaba situada en el departamento de Alto Marne, de la región de Gran Este que el 1 de junio de 2016 pasó a formar parte de la comuna nueva de Bourmont-entre-Meuse-et-Mouzon como comuna delegada.

## Historia
En 1973 absorbe la comuna de Gonaincourt.

## Demografía
| Gráfica de evolución demográfica de Bourmont entre 1800 y 2014 |
|                                                                |

Los datos demográficos contemplados en este gráfico de la comuna de Bourmont se han cogido de 1800 a 1999 de la página francesa EHESS/Cassini, y los demás datos de la página del INSEE.